# 김형덕
김형덕(金亨德, 1915년 3월 27일 ~ 1980년 6월 30일)은 밀양시 출신의 정치인이다. 본관은 김해이다.

## 약력
- 동아대학 정경학부 졸업
- 남선상공주식회사사장
- 한국모직대표이사
- 국회상공위원장
- 제2대 국회의원
- 제3대 국회의원

## 역대 선거 결과
|  | 27.25% |

|  | 28.41% |

|  | 46.12% |

|  | 16.27% |

## 참고자료
- 김형덕 - 대한민국헌정회